# Moisés Villarroel
Moisés Fermín Villarroel Ayala (Viña del Mar, Región de Valparaíso, Chile, 12 de febrero de 1976) es un exfutbolista y actual entrenador chileno. Jugó como mediocampista defensivo y lateral derecho y su último club fue Santiago Wanderers de Chile.
Debutó en el fútbol profesional con Santiago Wanderers donde es considerado referente e ídolo, equipo en el que resultó campeón el año 2001. Luego se trasladó a Colo-Colo en el año 2003 donde logró el primer tetracampeonato en la historia del club. Además logró consagrase campeón del Torneo Clausura 2008, siendo su último partido con la camiseta alba en la final del torneo frente a Palestino. También aquí se destaca que fue quien acogió en el primer equipo albo al jugador Arturo Vidal quien luego llegaría a jugar por clubes como el Bayern de Múnich y Juventus.
Terminado su paso por el cacique, regresó a Santiago Wanderers, que se encontraba en la Primera B, y siendo capitán del equipo logró el ascenso a la Primera División. Es el jugador que tiene el récord negativo de más expulsiones por tarjetas rojas en la división de honor de su país con 24.
Formó parte de la Selección de fútbol de Chile donde jugó en treinta y seis ocasiones convirtiendo un gol, disputando la Copa Mundial de Fútbol de 1998 además de ser uno de los jugadores con más Copa América disputadas por su país y tres distintos procesos clasificatorios. Cabe mencionar que se dice que fue uno de los "regalones" del técnico de la selección chilena, Nelson Acosta, por último en una oportunidad se vio envuelto en una polémica llamada "El Cucutazo" donde se le relacionó con una mujer de la localidad lo que le causó muchos problemas personales.
Fue el último de los jugadores que jugó el mundial previamente mencionado en retirarse, cuestión que ocurrió en 2014, a la edad de 38 años. Después del retiro realizó el curso de director técnico en el INAF y en 2016 protagonizó un spot publicitario de la empresa Gasco, uno de los auspiciadores de Santiago Wanderers aquel año, también fue el rostro de los porteños en la conferencia previa a la Supercopa de Chile 2018 que disputarían.

## Trayectoria

### Como futbolista
Comenzó jugando de manera amateur en el club "Olímpico" de su natal Viña del Mar para después en 1989 luego de una prueba pasar a las divisiones inferiores del Santiago Wanderers donde jugando como delantero pasó al primer equipo en 1993 llegando a debutar en la final de la Segunda División 1995 ante Audax Italiano en el Estadio Sausalito en un partido que su equipo ganaría por dos goles contra uno convirtiéndolos en campeones y logrando un ascenso.
Para 1996 se convertiría en titular indiscutido de su equipo pero pasando de ser un delantero, a volante ofensivo y luego a ser un lateral-volante por la banda derecha donde tendría sus mejores actuaciones, aquella misma temporada convertiría su primer gol como profesional el 21 de febrero durante la segunda fecha de la Copa Chile frente a Palestino. Las siguientes temporadas seguirían marcadas por su buen rendimiento pero tras su participación en el Mundial de Francia 1998 le tocaría vivir por primera vez un descenso a la Primera B donde lloraría en la cancha del Estadio Municipal Parque Schott.
Jugando en la Primera B siguió siendo parte importante del equipo y fue sorpresa al seguir siendo convocado a la Selección, finalmente logró junto con su equipo el ascenso de inmediato. A comienzos del 2000 en el regreso a la primera división, convirtió el primer gol del milenio para Santiago Wanderers y también acabó con una sequía goleadora del equipo. A mediados de ese mismo año surgió un rumor de una supuesta transferencia al fútbol inglés pero esta no terminó en nada.
El 2001 no comenzó bien ya que Moisés fue suspendido las primeras cuatro fechas del campeonato por un empujón al árbitro Pablo Pozo en un partido amistoso y tampoco fue convocado en un principio a la Selección. La suerte comenzaría a cambiar desde su regreso al campo de juego cuando su equipo estaba como líder del torneo y comenzó a vivir la mejor campaña de Santiago Wanderers en mucho tiempo siendo pieza clave junto con otros jugadores como Jaime Riveros y Silvio Fernández. Finalmente a fin de año vino lo mejor, por primera vez en su carrera se consagraba campeón del fútbol chileno junto con el club de sus amores después de 33 años de no lograr un título de primera división, aunque no pudo estar presente en el último partido por una suspensión.
Durante el 2002 volvió a comenzar mal pues por una lesión se perdió los primeros partidos de la Copa Libertadores y cuando empezó a jugar la copa fue expulsado en el partido como local ante Montevideo Wanderers. En abril se anunció su fichaje por el Internacional de Porto Alegre en un traspaso valorado en 500 mil dólares aunque finalmente esto quedó en nada y el jugador siguió en el puerto. En el segundo semestre disputó con Wanderers la Copa Sudamericana donde alcanzó los cuartos de final y perdió un penal ante Atlético Nacional que pudo haber cambiado la historia. Logrando solo una semifinal a fines del Clausura sale de su equipo de toda la vida ya que producto de huelgas del plantel y siendo uno de los líderes tomo una muy mala relación con los dirigentes del club quienes lo sacan del club pese a ser máximo símbolo del club en aquel momento pareciendo su destino Cobreloa, por la llegada del técnico Nelson Acosta quien lo dirigió en la Selección de fútbol de Chile querría contar con sus servicios.
Finalmente el traspaso a los loínos fracasa pasando a entrenar en el archirrival de su ex-club, Everton de Viña del Mar, donde planeo fichar para darle una lección a los dirigentes wanderinos y así los hinchas se dieran cuenta como trataban a sus ídolos. En febrero se pensó que volvería a Wanderers tras estar con el plantel en unos partidos amistosos pero esto no terminó en nada por falta de presupuesto. Luego de rumores que lo vinculaban a Club Atlético Colón de Argentina recaló en el campeón del fútbol chileno en ese entonces, Colo-Colo. El 18 de febrero de 2003 es presentado en el club popular como flamante refuerzo aun así no pudo ser registrado en la Copa Libertadores de ese año. Rápidamente tomaría puesto de titular en el equipo albo teniendo muy buenos torneos pese a una crisis administrativa que vivían por aquel entonces llegando a jugar copas internacionales en variadas ocasiones. Con el tiempo se volvería un importante volante de contención.
Para 2006 sería una alternativa recurrente en el mediocampo de Arturo Sanhueza y Rodrigo Meléndez, año donde conseguirían un bicampeonato además de un segundo lugar en la Copa Sudamericana compartiendo cancha con jugadores como Humberto Suazo, Matías Fernández, Alexis Sánchez y Arturo Vidal entre otros. Durante el siguiente año consagraría su paso con los albos con un tetracampeonato, siendo parte de uno de los mejores momentos de la historia de la historia de Colo-Colo.
Ya para 2008 alcanza su último torneo con los albos en el Clausura ingresando por Lucas Barrios en los últimos minutos frente a Palestino siendo ovacionado por la hinchada ya que la dirigencia decide no renovarle su contrato por su avanzada edad, aun así el presidente de Colo-Colo, Gabriel Ruiz-Tagle, le regala una camioneta cero kilómetros por sus años de trabajo en el club.
A mediados de 2008 había manifestado su deseo de finalizar su carrera en el club de sus amores, Santiago Wanderers por lo que finalizado su contrato con Colo-Colo en diciembre recala en el club porteño que se encontraba esta vez jugando en la Primera B donde nuevamente tendría la misión de ascender a la división de honor, esta vez más maduro y como capitán indiscutido. En la "Noche Verde" hace su redebut con la camiseta verde en un partido contra Deportes Melipilla donde su escuadra ganó por dos a uno siendo gran figura. Tras una buena campaña en la Primera B logró el ascenso a la Primera División jugando nuevamente en la división de honor del fútbol chileno junto al club porteño.
Durante el 2010 tuvo buenas y polémicas actuaciones como realizar un "Pato Yáñez" con la camiseta de la Universidad de Chile, archirrival de su ex club, Colo-Colo, además de enfrentamientos verbales con su extécnico, Jorge Garcés.
En sus últimos años jugando Santiago Wanderers recibiría diversos premios de parte de la dirigencia wanderina y de medios periódisticos por su trayectoria, para finalmente a fines del 2013 tras tener poca continuidad durante el Apertura, el técnico Ivo Basay decide cortarlo del primer equipo wanderino pero pese a esto termina renovando por unos últimos seis meses en el club de sus amores teniendo su último partido el 29 de marzo de 2014 frente a Unión Española.
El fin definitivo de su carrera lo haría con un partido de despedida el 8 de junio de 2014 jugado en el Estadio Elías Figueroa Brander donde se enfrentó un combinado de Santiago Wanderers y otro de "Amigos de Villarroel" donde llegarían a jugar variadas figuras como David Pizarro, Claudio Núñez, José Luis Sierra, Marcelo Salas entre otros.

### Como entrenador
El semestre después de su retiro la dirigencia de Santiago Wanderers le ofrece hacerse cargo de la división sub-15 de la cantera caturra aceptándolo. En su primera experiencia obtendría el título de su categoría durante mediados del 2016 venciendo en la final a Deportes Temuco por cuatro goles contra dos.
A principios de 2018 tras la mala campaña de Nicolás Córdova en la Primera B 2018 asumiría el desafío de tomar al primer equipo de Santiago Wanderers junto con Silvio Fernández, excompañero como jugador, siendo esta su primera experiencia en el fútbol profesional. Su debut oficial se daría frente a Unión San Felipe en un encuentro válido por la séptima fecha de la Primera B 2018 donde su equipo ganaría de local por un gol a cero. Comenzada la segunda rueda del torneo tras perder el primer partido frente a Rangers sería cesado de su puesto dirigiendo por última vez frente a Coquimbo Unido obteniendo una victoria por dos goles a cero siendo despedido con un improvisado homenaje por parte de los hinchas caturros.

## Selección nacional
Debutó el 29 de abril de 1997 en la Selección de fútbol de Chile jugando contra su similar de Venezuela, en un partido de las Clasificatorias para el Mundial de Francia 1998 que ganó Chile por seis goles contra cero. Aquel mismo año también jugaría dos partidos de la Copa América de Bolivia donde su equipo quedaría en primera fase.
Al año siguiente sería parte de la preparación de la Copa Mundial de Fútbol de 1998 además de ser parte del equipo chileno que jugaría esta competencia. Sería partícipe como titular en los encuentros de fase de grupos de la cita planetaria quedando suspendido para el partido válido por los octavos de final frente a Brasil donde su escuadra quedaría eliminada del torneo.
En 1999 comenzó jugando amistosos preparativos para la Copa América de aquel año, la cual jugaría setenta minutos frente a Brasil, en este campeonato obtendría su mejor resultado a nivel de selecciones al conseguir el cuarto lugar del torneo. Después participaría de las Clasificatorias para el Mundial de Corea y Japón 2002, donde su equipo quedaría último.
Junto con jugar las clasificatorias también disputaría la Copa América 2001 jugando tres partidos pero sin poder reeditar el buen resultado obtenido en el torneo anterior. Los años siguientes volvería a ser parte de un proceso clasificatorio, esta vez para el  Mundial de Alemania 2006, llegando a convertir su primer y único gol por "La Roja" el 30 de marzo de 2004 frente a Bolivia en el Estadio Hernando Siles de La Paz, terminando aquel partido dos a cero.
En 2004 jugaría su última Copa América disputando solo un partido frente a Brasil. Para 2005 su selección quedaría en sexto lugar de las Clasificatorias para el Mundial de Alemania 2006 no pudiendo acceder al torneo planetario, siendo además en esta competencia en este año, el 12 de octubre, su último partido por "La Roja" frente a Ecuador en un partido que terminaría sin goles jugando sesenta minutos.

### Participaciones en Copas del Mundo
| Mundial                        | Sede    | Resultado        | Partidos | Goles |
| ------------------------------ | ------- | ---------------- | -------- | ----- |
| Copa Mundial de Fútbol de 1998 | Francia | Octavos de final | 3        | 0     |

### Participaciones en Copa América
| Copa              | Sede     | Resultado        | Partidos | Goles |
| ----------------- | -------- | ---------------- | -------- | ----- |
| Copa América 1997 | Bolivia  | Primera fase     | 2        | 0     |
| Copa América 1999 | Paraguay | Cuarto Puesto    | 1        | 0     |
| Copa América 2001 | Colombia | Cuartos de final | 3        | 0     |
| Copa América 2004 | Perú     | Primera fase     | 1        | 0     |

## Estadísticas

### Clubes como futbolista
| Santiago Wanderers · Chile                                                                   |               |               |     |    |    |    |    |     |     |    |
| 2ª                                                                                           | 1995          | 1             | 0   | -- | -- | -- | -- | 1   | 0   |    |
| 1.ª                                                                                          | 1996          | 25            | 2   | 6  | 1  | -- | -- | 31  | 3   |    |
| 1.ª                                                                                          | 1997-A        | 13            | 0   | -- | -- | -- | -- | 13  | 0   |    |
| 1.ª                                                                                          | 1997-C        | 10            | 0   | -- | -- | -- | -- | 10  | 0   |    |
| 1.ª                                                                                          | 1998          | 19            | 2   | 2  | 0  | -- | -- | 21  | 2   |    |
| 2ª                                                                                           | 1999          | 31            | 3   | -- | -- | -- | -- | 31  | 3   |    |
| 1.ª                                                                                          | 2000          | 25            | 3   | 6  | 0  | -- | -- | 31  | 3   |    |
| 1.ª                                                                                          | 2001          | 19            | 1   | -- | -- | -- | -- | 19  | 1   |    |
| 1.ª                                                                                          | 2002-A        | 11            | 0   | -- | -- | 2  | 0  | 13  | 0   |    |
| 1.ª                                                                                          | 2002-C        | 13            | 1   | -- | -- | 4  | 0  | 17  | 1   |    |
| 2ª                                                                                           | 2009-A        | 16            | 0   | 1  | 0  | -- | -- | 17  | 0   |    |
| 2ª                                                                                           | 2009-C        | 15            | 0   | -- | -- | -- | -- | 15  | 0   |    |
| 1.ª                                                                                          | 2010          | 17            | 1   | 3  | 0  | -- | -- | 20  | 1   |    |
| 1.ª                                                                                          | 2011-A        | 13            | 0   | -- | -- | -- | -- | 13  | 0   |    |
| 1.ª                                                                                          | 2011-C        | 18            | 1   | 5  | 1  | -- | -- | 23  | 2   |    |
| 1.ª                                                                                          | 2012-A        | 10            | 1   | -- | -- | -- | -- | 10  | 1   |    |
| 1.ª                                                                                          | 2012-C        | 1             | 0   | 1  | 0  | -- | -- | 2   | 0   |    |
| 1.ª                                                                                          | 2013-T        | 7             | 0   | -- | -- | -- | -- | 7   | 0   |    |
| 1.ª                                                                                          | 2013-A        | 1             | 0   | 3  | 0  | -- | -- | 4   | 0   |    |
| 1.ª                                                                                          | 2014-C        | 1             | 0   | -- | -- | -- | -- | 1   | 0   |    |
| Total club                                                                                   | Total club    | 266           | 15  | 37 | 2  | 6  | 0  | 309 | 17  |    |
| Colo-Colo · Chile                                                                            |               |               |     |    |    |    |    |     |     |    |
| 1.ª                                                                                          | 2003-A        | 14            | 0   | -- | -- | -- | -- | 14  | 0   |    |
| 1.ª                                                                                          | 2003-C        | 22            | 1   | -- | -- | -- | -- | 22  | 1   |    |
| 1.ª                                                                                          | 2004-A        | 17            | 0   | -- | -- | 4  | 0  | 21  | 0   |    |
| 1.ª                                                                                          | 2004-C        | 11            | 2   | -- | -- | -- | -- | 11  | 2   |    |
| 1.ª                                                                                          | 2005-A        | 13            | 1   | -- | -- | 2  | 0  | 15  | 1   |    |
| 1.ª                                                                                          | 2005-C        | 14            | 1   | -- | -- | -- | -- | 14  | 1   |    |
| 1.ª                                                                                          | 2006-A        | 15            | 1   | -- | -- | 1  | 0  | 16  | 1   |    |
| 1.ª                                                                                          | 2006-C        | 6             | 0   | -- | -- | 2  | 0  | 8   | 0   |    |
| 1.ª                                                                                          | 2007-A        | 18            | 2   | 1  | 0  | 5  | 0  | 24  | 2   |    |
| 1.ª                                                                                          | 2007-C        | 18            | 0   | -- | -- | 3  | 0  | 21  | 0   |    |
| 1.ª                                                                                          | 2008-A        | 8             | 0   | -- | -- | 5  | 0  | 13  | 0   |    |
| 1.ª                                                                                          | 2008-C        | 12            | 0   | 1  | 0  | -- | -- | 13  | 0   |    |
| Total club                                                                                   | Total club    | 168           | 8   | 2  | 0  | 22 | 0  | 192 | 8   |    |
| Total carrera                                                                                | Total carrera | Total carrera | 434 | 23 | 39 | 2  | 28 | 0   | 501 | 25 |
| (1) Incluye datos de Copa Chile. (2) Incluye datos de Copa Libertadores y Copa Sudamericana. |               |               |     |    |    |    |    |     |     |    |

#### Resumen estadístico
|                           | Partidos | Goles |
| ------------------------- | -------- | ----- |
| Primera División          | 371      | 20    |
| Liguilla Pre-Sudamericana | 1        | 0     |
| Primera B                 | 63       | 3     |
| Copa Chile                | 38       | 2     |
| Copa Libertadores         | 19       | 0     |
| Copa Sudamericana         | 9        | 0     |
| Selección de Chile        | 36       | 1     |
| Total                     | 537      | 26    |

### Clubes como entrenador
| Equipo                     | Torneo               | Temporada            | Estadísticas | Estadísticas | Estadísticas | Estadísticas | Estadísticas | Estadísticas | Estadísticas | Estadísticas | % Efect. |
| Equipo                     | Torneo               | Temporada            | PD           | G            | E            | P            | GF           | GC           | DG           | Puntos       | % Efect. |
| -------------------------- | -------------------- | -------------------- | ------------ | ------------ | ------------ | ------------ | ------------ | ------------ | ------------ | ------------ | -------- |
| Santiago Wanderers · Chile |                      |                      |              |              |              |              |              |              |              |              |          |
| 2°                         | 2018                 | 16                   | 6            | 1            | 9            | 22           | 23           | -1           | 19           | 39,58%       |          |
| 2°                         | 2019                 | 1                    | 0            | 0            | 1            | 1            | 2            | -1           | 0            | 00,00%       |          |
| Total club                 | Total club           | 17                   | 6            | 1            | 10           | 23           | 25           | -2           | 19           | 37,25%       |          |
| Total en sus equipos       | Total en sus equipos | Total en sus equipos | 17           | 6            | 1            | 10           | 23           | 25           | -2           | 19           | 37,25%   |

## Palmarés

### Como futbolista

#### Títulos nacionales
| Título           | Club               | País  | Año    |
| ---------------- | ------------------ | ----- | ------ |
| Segunda División | Santiago Wanderers | Chile | 1995   |
| Primera División | Santiago Wanderers | Chile | 2001   |
| Primera División | Colo-Colo          | Chile | 2006-A |
| Primera División | Colo-Colo          | Chile | 2006-C |
| Primera División | Colo-Colo          | Chile | 2007-A |
| Primera División | Colo-Colo          | Chile | 2007-C |
| Primera División | Colo-Colo          | Chile | 2008-C |

#### Distinciones individuales
| Distinción                                                                | Año  |
| ------------------------------------------------------------------------- | ---- |
| Parte del Equipo Bicentenario de Santiago Wanderers                       | 2010 |
| Premio Elías Figueroa                                                     | 2011 |
| Premio Revista El Gráfico Chile a la Trayectoria                          | 2012 |
| Premio a la Trayectoria por el Círculo de Periodistas Deportivos Regional | 2012 |
| Jugador Emblema de Santiago Wanderers                                     | 2013 |
| Ciudadano Ilustre de Valparaíso                                           | 2016 |
| Medalla al Mérito “Diego Portales”                                        | 2016 |